# Georg Ernst Harzen

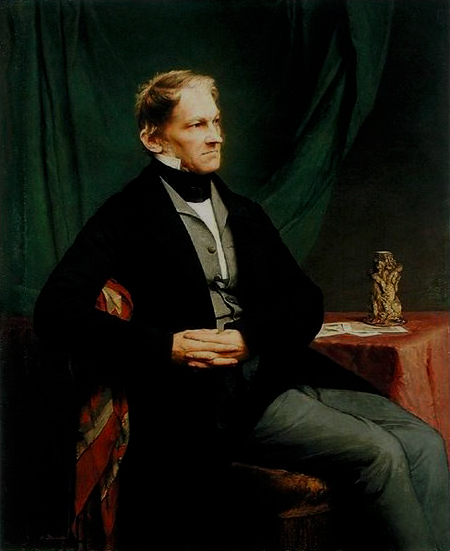
Georg Ernst Harzen, gemalt von Hermann Steinfurth

Georg Ernst Harzen (* 1. November 1790 in Altona; † 6. Februar 1863 in Hamburg) war ein Kaufmann, Kunsthändler, Auktionator und Mäzen.

## Leben und Wirken
Georg Ernst Harzen stammte aus einer dänischen Familie. Sein Vater arbeitete als Beamter. Nach einer kaufmännischen Berufsausbildung reiste er durch Deutschland, Österreich und Italien. Die während dieser Zeit gesammelten Kontakte konnte er lebenslang nutzen. Johannes Noodt (1781–1851), der in Hamburg als Auktionator arbeitete, stellte Harzen 1821 an. Die Geschäftsräume des Auktionshauses befanden sich am Valentinskamp, ab 1821 in der Großen Johannisstraße 48. Harzen, der als ausgewiesener Experte für graphische Kunstwerke galt, leitete bis 1847 mindestens 20 große Kunstversteigerungen. Er verfügte über weitreichende geschäftliche Beziehungen in ganz Europa. Er widmete sich insbesondere den Werken alter Meister, deren Zeichnungen er sammelte und zu denen er seine Kunden beriet. Neben Kunstwerken verkaufte Harzen auch Münzen, Conchylien und Mineralien. Im Alter von 31 Jahren war er ein vermögender und einflussreicher Geschäftsmann.
Gemeinsam mit David Christopher Mettlerkamp gehörte Harzen seit 1821 der Patriotischen Gesellschaft von 1765 an, aus deren Mitte der Kunstverein in Hamburg hervorging. Harzen übernahm als Gründungsmitglied den Posten des zweiten Schriftführers. Der Kunsthändler lernte dort 1823 Johann Matthias Commeter kennen, der sein Geschäftspartner wurde. 1824 machte Harzen Commeter zum Geschäftsführer der Galerie Commeter, die kurz darauf in ein Haus Harzens am Neuen Wall umzog. Harzen zeigte hier ab 1826 auch zeitgenössische Kunst und öffnete gemeinsam mit Commeter die Sammlung für ein breiteres Publikum. Zudem ermöglichte er dem Kunstverein den Aufbau einer eigenen Sammlung von Kupferstichen und Kunstwerken. Harzens Wohnhaus entwickelte sich somit zu einem kulturellen Treffpunkt Hamburgs.
Der Große Brand vernichtete 1842 das Gebäude, ein Großteil der Sammlung konnte jedoch gerettet werden. Der Architekt Friedrich Stammann baute im Auftrag Harzens zwar ein neues, 1844 eröffnetes Gebäude, der Kunsthändler selbst begann jedoch, sich aus der Öffentlichkeit zurückzuziehen. Er konzentrierte sich in der Folgezeit auf private Sammeltätigkeiten. Zudem forschte er zur Kunstgeschichte. Bis 1860 schrieb er sieben Abhandlungen zu Druckgrafiken alter Meister. Harzen gewann die Erkenntnisse während mehrerer Reisen durch Europa. Er plante, die Ergebnisse in der „Geschichte der graphischen Künste, der Handzeichnung und der Druckgraphik“ zusammenzufassen, vollendete das Werk jedoch nicht.
Georg Ernst Harzen sammelte Zeichnungen von Künstlern aus den Niederlanden, Deutschland und Italien. Neben den Werken alter Meister sammelte er auch Werke zeitgenössischer Künstler. 1822 kaufte er mehr als 300 Zeichnungen aus dem Nachlass von Johann Christoph Erhard, die er im Kunstverein ausstellte, um somit für zeitgenössische Kunst und die Zeichnung als Kunstform selbst zu werben. Harzen hatte früh erkannt, dass Zeichnungen als Frühform der Bildgestaltung einen eigenen Wert hatten. Junge Hamburger Maler schätzten Harzen als Ratgeber und Mäzen.
Harzen plante, die von ihm zusammengetragenen Werke, selbsterstellten Notizen und seine Privatbibliothek in einem Museum zusammenzuführen und auszustellen, um somit die Öffentlichkeit daran teilhaben zu lassen. Zentraler Bestandteil der Sammlung sollte ein Kupferstichkabinett werden. Sollte das Museum bei seinem Tod noch nicht fertiggestellt sein, sollten Zinserträge aus seinem Nachlass für ein derartiges Museum verwendet werden, so Harzen in seinem Testament. Harzen und Commeter beendeten ihre Geschäftsbeziehung 1856 und teilten Besitz und Kunstsammlung untereinander auf.
Georg Ernst Harzen starb Anfang 1863. Commeter regelte dessen Nachlass und entschloss sich, auch seinen Anteil dem Museum zu überlassen. Die 1869 eröffnete Sammlung Harzen-Commeter in der Hamburger Kunsthalle umfasste 30.000 Blatt, was einen unermesslichen Wert darstellte.
Im Hamburger Stadtteil Barmbek-Nord wurde 1914 der Harzensweg nach Georg Ernst Harzen benannt.